# L'Écume des jours (film, 1968)
Ne doit pas être confondu avec L'Écume des jours (film, 2013).
Pour les articles homonymes, voir L'Écume des jours (homonymie).
Pour plus de détails, voir Fiche technique et Distribution.
L'Écume des jours est un film français de Charles Belmont, adapté du roman homonyme de Boris Vian et sorti en 1968.

## Synopsis
Chick se prend d'amour pour Alise à cause d'une passion commune qui dévorera peu à peu leur couple. Colin tombe aussi amoureux d'une femme, Chloé, qui lui rappelle un morceau de jazz de Duke Ellington du même nom. Mais la maladie, et le manque d'argent vont venir bouleverser leur destin.

« Ce qui m'intéresse, ce n'est pas le bonheur de tous les hommes, c'est celui de chacun. »

— Boris Vian, L'Écume des jours.

## Fiche technique
- Réalisation : Charles Belmont
- Scénario : Charles Belmont, Philippe Dumarçay et Pierre Pelegri d'après L'Écume des jours de Boris Vian (1947)
- Musique : André Hodeir
- Décors : Agostino Pace
- Costumes : Christiane Bailly
- Photographie : Jean-Jacques Rochut
- Son : Jean Baronnet
- Montage : Jean Hamond
- Production : André Michelin
- Sociétés de production : Chaumiane, SEPIC
- Pays d'origine :  France
- Langue : français
- Format : couleur (Eastmancolor) - 35 mm - 2,35:1 (Franscope) - son mono
- Genre : Comédie dramatique et romance
- Durée : 110 minutes
- Dates de sortie : 20 mars 1968 (France)

## Distribution
- Jacques Perrin : Colin
- Annie Buron : Chloé
- Sami Frey : Chick
- Marie-France Pisier : Alise
- Bernard Fresson : Nicolas
- Alexandra Stewart : Isis
- Sacha Pitoëff : le pharmacien
- Ursula Vian-Kübler : la religieuse
- Claude Piéplu : le médecin
- Moune de Rivel
- Jacqueline Ferrière
- Jacques Rispal
- Albert Simono
- R. J. Chauffard
- Sacha Briquet
- Delphine Seyrig (voix)

## Musique
La musique du film est d'André Hodeir avec quelques effets électroniques de Pierre Henry.

## Distinctions
- En compétition pour le Lion d'or à la Mostra de Venise 1968